# Zambia International
Die Zambia International sind im Badminton die offenen internationalen Meisterschaften von Sambia. Sie werden seit 1965 ausgetragen, fanden jedoch in den letzten zwei Jahrzehnten nicht mehr statt. Ihren Ursprung hatten die Titelkämpfe in den Northern Rhodesia Championships, welche erstmals 1948 stattfanden.

## Turniergewinner
| Saison    | Herreneinzel                 | Dameneinzel             | Herrendoppel                            | Damendoppel                                                 | Mixed                                          |
| --------- | ---------------------------- | ----------------------- | --------------------------------------- | ----------------------------------------------------------- | ---------------------------------------------- |
| 1948      | B. Hewitt                    | B. Gielink              | B. Hewitt F. S. Tretheway               | Mrs. H. F. Poole R. M. Wotherspoon                          | H. F. Poole Mrs. H. F. Poole                   |
| 1949      | R. A. F. Brenan              |                         |                                         |                                                             | R. A. F. Brenan                                |
| 1965      | Eric Selley                  | Merle Moult             | Eric Selley Brian Brummage              | Merle Moult Ingrid Owen                                     | Eric Selley Merle Moult                        |
| 1966      | Eric Selley                  | Merle Moult             | Eric Selley Brian Brummage              | Merle Moult Ingrid Owen                                     | Eric Selley Merle Moult                        |
| 1967      | Ken Brann                    | Merle Moult             | Ken Brann Suren Parulekar               | Merle Moult Annabelle Charlton                              | Brian Brummage Nancy MacIntyre                 |
| 1968      | B. Balneaves                 | Harriet van Heerden     | Eric Selley Keith Pickersgill           | Ida Buck I. Leys                                            | Eric Selley Merle Moult                        |
| 1969      | Keith Pickersgill            | Merle Moult             | Eric Selley Keith Pickersgill           | Merle Moult Isobel Winter                                   | Eric Selley Merle Moult                        |
| 1970      | Andrew McFee                 | Merle Moult             | Andrew McFee Surin Parulekar            | Merle Moult Isobel Winter                                   | Surin Parulekar Merle Moult                    |
| 1971 1972 | keine Daten                  | keine Daten             | keine Daten                             | keine Daten                                                 | keine Daten                                    |
| 1973      | Heine Jørgensen              | M. Chinyama             | Heine Jørgensen Vishnu Kapil            | Tina Kotze Maureen Guy                                      | Heine Jørgensen Maureen Guy                    |
| 1974 1976 | keine Daten                  | keine Daten             | keine Daten                             | keine Daten                                                 | keine Daten                                    |
| 1977      | Monday Edo                   | Christine Nyahoda       | Arun Jobanputra Raju Chiplukar          | Christine Nyahoda Teresa Koloko                             | Vijai Maini Chris Maskell                      |
| 1978 1981 | keine Daten                  | keine Daten             | keine Daten                             | keine Daten                                                 | keine Daten                                    |
| 1982      | Mukesh Shah                  |                         |                                         |                                                             |                                                |
| 1983 2013 | keine Daten                  | keine Daten             | keine Daten                             | keine Daten                                                 | keine Daten                                    |
| 2014      | Edwin Ekiring                | Kate Foo Kune           | Giovanni Greco Rosario Maddaloni        | Michelle Butler-Emmett Elme de Villiers                     | Georges Paul Kate Foo Kune                     |
| 2015      | Vatannejad-Soroush Eskandari | Kate Foo Kune           | Andries Malan Willem Viljoen            | Nadine Ashraf Menna Eltanany                                | Abdelrahman Kashkal Hadia Hosny                |
| 2016      | Maxime Moreels               | Menna Eltanany          | Georges Paul Aatish Lubah               | Evelyn Siamupangila Ogar Siamupangila                       | Ahmed Salah Menna Eltanany                     |
| 2017      | Misha Zilberman              | Kate Foo Kune           | Georges Paul Aatish Lubah               | Silvia Garino Lisa Iversen                                  | Jonathan Persson Kate Foo Kune                 |
| 2018      | Ade Resky Dwicahyo           | Dorcas Ajoke Adesokan   | Ade Resky Dwicahyo Azmy Qowimuramadhoni | Evelyn Siamupangila Ogar Siamupangila                       | Anuoluwapo Juwon Opeyori Dorcas Ajoke Adesokan |
| 2019      | Timothy Lam                  | Dorcas Ajoke Adesokan   | Adham Hatem Elgamal Ahmed Salah         | Doha Hany Hadia Hosny                                       | Adham Hatem Elgamal Doha Hany                  |
| 2020 2021 | nicht ausgetragen            | nicht ausgetragen       | nicht ausgetragen                       | nicht ausgetragen                                           | nicht ausgetragen                              |
| 2022      | Dmitriy Panarin              | Keisha Fatimah Az Zahra | Jarred Elliott Robert Summers           | Keisha Fatimah Az Zahra Era Maftuha                         | Bahaedeen Ahmad Alshannik Domou Amro           |
| 2023      | Luis Ramón Garrido           | Malya Hoareau           | Koceila Mammeri Youcef Sabri Medel      | Amy Ackerman Deidre Laurens                                 | Koceila Mammeri Tanina Violette Mammeri        |
| 2024      | Dmitriy Panarin              | Era Maftuha             | Agil Gabilov Dicky Dwi Pangestu         | Aminath Nabeeha Abdul Razzaq Fathimath Nabaaha Abdul Razzaq | Agil Gabilov Era Maftuha                       |